# 柴原瑛菜
柴原 瑛菜（しばはら えな、1998年2月12日 - ）は、日本の女子プロテニス選手。橋本総業ホールディングス所属。
アメリカ合衆国カリフォルニア州マウンテンビュー出身。これまでにWTAツアーでダブルス11勝を挙げている。WTAランキング自己最高位はシングルス132位、ダブルス4位。
2022年全仏オープン混合ダブルス優勝。2021年マイアミ・オープン女子ダブルス優勝。2021年ウィンブルドン選手権で、青山修子と日本人女子ペア初のベスト4入り。2023年全豪オープン準優勝。

## 来歴
両親は日本人でカリフォルニア州で生まれ育つ。7歳からテニスをはじめ、13歳までキンバリー・ポーの指導を受ける。8歳で全米協会の強化指定になるほど将来を嘱望され、2016年全米オープンジュニア女子ダブルスでジェイダ・ハートと組んで優勝。カリフォルニア大学ロサンゼルス校（UCLA）にスポーツ奨学生で入った。2018年に休学してプロに転向。ダブルスを中心に活動し始めた。
家庭内は日本語がルールだったため、日本語も話せる。年に１回は東京の祖父母宅に滞在し、中学時代から日本の大会にも出場したが、ルーツがあっても住んではいない国で、居心地の悪さもあったという。
2019年7月に2020年東京オリンピックの出場を目指すため日本国籍を選択した。
同年春にかねてより敬愛していた青山修子にペアの申し込みをするも、相手にペアがいたため一度は断られた。それでも諦めず、以降も猛アタックをかけ、8月のシリコンバレー・クラシックでパートナーになる。その大会でいきなり準優勝すると、10月の天津オープンでは決勝で日比野菜緒&加藤未唯組を6–3, 7–5 で破り優勝をした。翌週のクレムリン・カップでも勝ち、2週連続優勝を果たした。
2020年のサンクトペテルブルク・レディース・トロフィーで優勝。9月のBNLイタリア国際とストラスブール国際でともにベスト4入りすると、続く全仏オープンではベスト8入りした。
2021年は、年始のアブダビ女子オープンで全豪覇者ソフィア・ケニンのペアを下すなどしていきなり優勝。続くヤラ・バレー・クラシックでも、準決勝で相手の4本連続のマッチポイントをはねのけて逆転勝ちするように強さを見せ、2大会連続優勝を成し遂げた。全豪オープンはベスト8。その後は3連敗を喫した。しかし、マイアミ・オープンで決勝進出すると、決勝でルイーザ・ステファニー/ヘイリー・カーター組を6-2, 7-5で破り、WTA1000初優勝を果たした。
クレーシーズンはBNLイタリア国際で4強入りしたが、全仏は2回戦敗退に終わる。グラスシーズン、イーストボーン国際で優勝し、このペアで初の芝タイトルを獲得した。勢いに乗り挑んだウィンブルドン選手権では、すべてストレート勝ちで自身初のGSベスト4入り。ウィンブルドンで日本女子同士のペアが4強入りするのは史上初のことだった。準決勝では第3シードでGS覇者のエリーズ・メルテンス/謝淑薇組と対戦し、2セット目を奪う奮闘を見せたが、4-6, 6-1, 3-6で惜敗した。しかしながら、この結果により7月12日付けの世界ランキングで10位になり、トップ10入りを果たした。
2020年東京オリンピックでは女子ダブルスで青山修子とペアを組み、スイスのベンチッチ/ゴルビッチ組と対戦して2時間23分の熱戦となったが初戦敗退となった。混合ダブルスではマクラクラン勉とペアを組み、準々決勝に進出してロシアオリンピック委員会のアナスターシャ・パブリウチェンコワ/アンドレイ・ルブレフ組と対戦したが、マッチタイブレークの末敗退した。それでも翌月のテニス・イン・ザ・ランドでシーズン5勝目を挙げた。BNPパリバ・オープンでベスト4。同一ペアとして最多の5勝をあげ、WTAファイナルズ出場が決定した。日本人ペアとしては2002年の杉山愛/藤原里華19年ぶりであり、日本人としても2008年の杉山以来の快挙であった。大会では2勝1敗でラウンドロビンを突破。準決勝ではメルテンス/謝組に敗れ、初出場にして決勝進出を逃したものの、試合後の会見ではこの1年を「今年5タイトルを獲れて楽しかった」と振り返った。最終順位は5位まで上昇した。
2022年全豪オープンに第2シードとして出場。シード通りの強さで自身初の全豪オープン4強入りを果たした。しかし、準決勝でベアトリース・ハダード・マイア/アンナ・ダニリナ組にアップセットを起こされ、またもGS決勝進出はならなかった。大会後にシングルスにも注力するため青山とのペアを休止し、他選手と組むようになった。3月のBNPパリバ・オープンは、エイジア・ムハンマドと出場。初ペアながら「私たちの相性は最初からぴったり合っていたと思う」と語り、第3シードのマクナリー/ガウフ組等を降し初の決勝進出。決勝では楊釗煊/徐一璠組に敗れ、準優勝だった。
2022年全仏オープン混合ダブルスに、ウェスリー・クールホフと出場。2人は知り合いではなかったが、クールホフがSNSを通じてオファーし、ペア結成に至った。1回戦こそ最終セットにもつれたが、ここで10点先取タイブレークを制し、波に乗ると、決勝まで駆け上がった。決勝ではウリケ・アイケリ/ヨラン・フリーゲン組を7-6, 6-2で破り、自身初のGS優勝を果たした。GS混合ダブルスの日本人優勝は、99年全米の杉山愛以来、全仏では97年の平木理化以来の快挙であった。
2023年年始から青山とのペアが復活。全豪オープンでは、順調にベスト4進出を決めると、準決勝で第2シードのガウフ/ペグラ組をストレートで破り、自身初のGS決勝進出を果たす。しかし、決勝では前年覇者にして第1シードのクレイチコバ/シニアコバに4-6, 3-6で敗れ、準優勝に留まった。

## WTAツアー決勝進出結果

### ダブルス：12回（8勝4敗）
| 大会グレード                  |
| ----------------------------- |
| グランドスラム (0–1)          |
| WTAファイナルズ (0–0)         |
| WTAエリート・トロフィー (0-0) |
| WTA1000 (1–1)                 |
| WTA500 (5–1)                  |
| WTA250 (2-1)                  |

| 結果   | No. | 決勝日         | 大会                 | サーフェス    | パートナー           | 対戦相手                                            | スコア           |
| ------ | --- | -------------- | -------------------- | ------------- | -------------------- | --------------------------------------------------- | ---------------- |
| 準優勝 | 1.  | 2019年4月14日  | ボゴタ               | ハード        | ヘイリー・カーター   | ゾー・ヒベス アストラ・シャルマ                     | 1–6, 2–6         |
| 準優勝 | 2.  | 2019年8月4日   | サンノゼ             | ハード        | 青山修子             | ニコール・メリヒャル クベタ・ペシュケ               | 4–6, 4–6         |
| 優勝   | 1.  | 2019年10月13日 | 天津                 | ハード        | 青山修子             | 日比野菜緒 加藤未唯                                 | 6–3, 7–5         |
| 優勝   | 2.  | 2019年10月20日 | モスクワ             | ハード (室内) | 青山修子             | キルステン・フリプケンス ベサニー・マテック＝サンズ | 6–2, 6–1         |
| 優勝   | 3.  | 2020年2月16日  | サンクトペテルブルク | ハード (室内) | 青山修子             | アレクサ・グアラチ ケイトリン・クリスチャン         | 4–6, 6–0, [10–3] |
| 優勝   | 4.  | 2021年1月13日  | アブダビ             | ハード        | 青山修子             | ヘイリー・カーター ルイーザ・ステファニー           | 7–6(7–5), 6–4    |
| 優勝   | 5.  | 2021年2月6日   | メルボルン           | ハード        | 青山修子             | アンナ・カリンスカヤ ヴィクトリア･クズモバ          | 6-3, 6–4         |
| 優勝   | 6.  | 2021年4月4日   | マイアミ             | ハード        | 青山修子             | ヘイリー・カーター ルイーザ・ステファニー           | 6-2, 7-5         |
| 優勝   | 7.  | 2021年6月26日  | イーストボーン       | グラス        | 青山修子             | ニコール・メリチャー デミ・スゥース                 | 6-1, 6–4         |
| 優勝   | 8.  | 2021年8月29日  | クリーブランド       | ハード        | 青山修子             | サニア・ミルザ クリスティナ・マクヘール             | 7-5, 6–3         |
| 準優勝 | 3.  | 2022年3月19日  | インディアンウェルズ | ハード        | エイジア・ムハンマド | 楊釗煊 徐一璠                                       | 5-7, 6-7         |
| 準優勝 | 4.  | 2023年1月29日  | メルボルン           | ハード        | 青山修子             | バルボラ・クレイチコバ カテリナ・シニャコバ         | 4-6, 3-6         |

### グランドスラム決勝

#### 混合ダブルス：1（1タイトル）
| 結果 | No. | 決勝日       | 大会 | サーフェス | パートナー             | 対戦相手                            | スコア        |
| ---- | --- | ------------ | ---- | ---------- | ---------------------- | ----------------------------------- | ------------- |
| 優勝 | 1.  | 2022年6月2日 | パリ | クレー     | ウェスリー・クールホフ | ウリケ・アイケリ ヨラン・フリーゲン | 7–6(7–5), 6–2 |

## 成績
略語の説明
| W | F | SF | QF | #R | RR | Q# | LQ | A | Z# | PO | G | S | B | NMS | P | NH |

W=優勝, F=準優勝, SF=ベスト4, QF=ベスト8, #R=#回戦敗退, RR=ラウンドロビン敗退, Q#=予選#回戦敗退, LQ=予選敗退, A=大会不参加, Z#=デビスカップ/BJKカップ地域ゾーン, PO=デビスカップ/BJKカッププレーオフ, G=オリンピック金メダル, S=オリンピック銀メダル, B=オリンピック銅メダル, NMS=マスターズシリーズから降格, P=開催延期, NH=開催なし.

### 4大大会ダブルス
| 大会           | 2016 | ... | 2019 | 2020 | 2021 | 2022 | 2023 | 通算成績 |
| -------------- | ---- | --- | ---- | ---- | ---- | ---- | ---- | -------- |
| 全豪オープン   | A    |     | A    | 3R   | QF   | SF   | F    | 13-4     |
| 全仏オープン   | A    |     | A    | QF   | 2R   | 3R   |      | 6–3      |
| ウィンブルドン | A    |     | A    | NH   | SF   | 3R   |      | 6-2      |
| 全米オープン   | 1R   |     | 1R   | 2R   | 3R   | 3R   |      | 5-5      |